# Pelota (film)
 For alternative betydninger, se Pelota. (Se også artikler, som begynder med Pelota)
Pelota er en dansk dokumentarfilm fra 1983 instrueret af Jørgen Leth, med manuskript af instruktøren samt forfatteren Klaus Rifbjerg og den spansk bosiddende journalist og forfatter Ebbe Traberg. Musikken er af den berømte italienske filmkomponist Ennio Morricone, der især er kendt for sin musik til Sergio Leones spaghettiwesterns.
Filmen følger det traditionelle baskiske boldspil pelota, hvor to til fire deltagere dyster mod hinanden ved at slå en lille læderbold op mod en mur med de bare næver. Igennem generationer har denne sport været målet for stor publikumsinteresse, både hvad angår selve spillet og den store væddemålsaktivitet, der foregår under kampene. I filmen giver Leth et indblik i den særprægede sport, spillerne, boldmagerne, tilskuerne, stjernerne og myterne. Endvidere fanger han den baskiske egenart med stemningsfulde billeder fra landsbyerne, bjergene og Biscayabugten.